# Evangelische Pfarrkirche Stadtschlaining

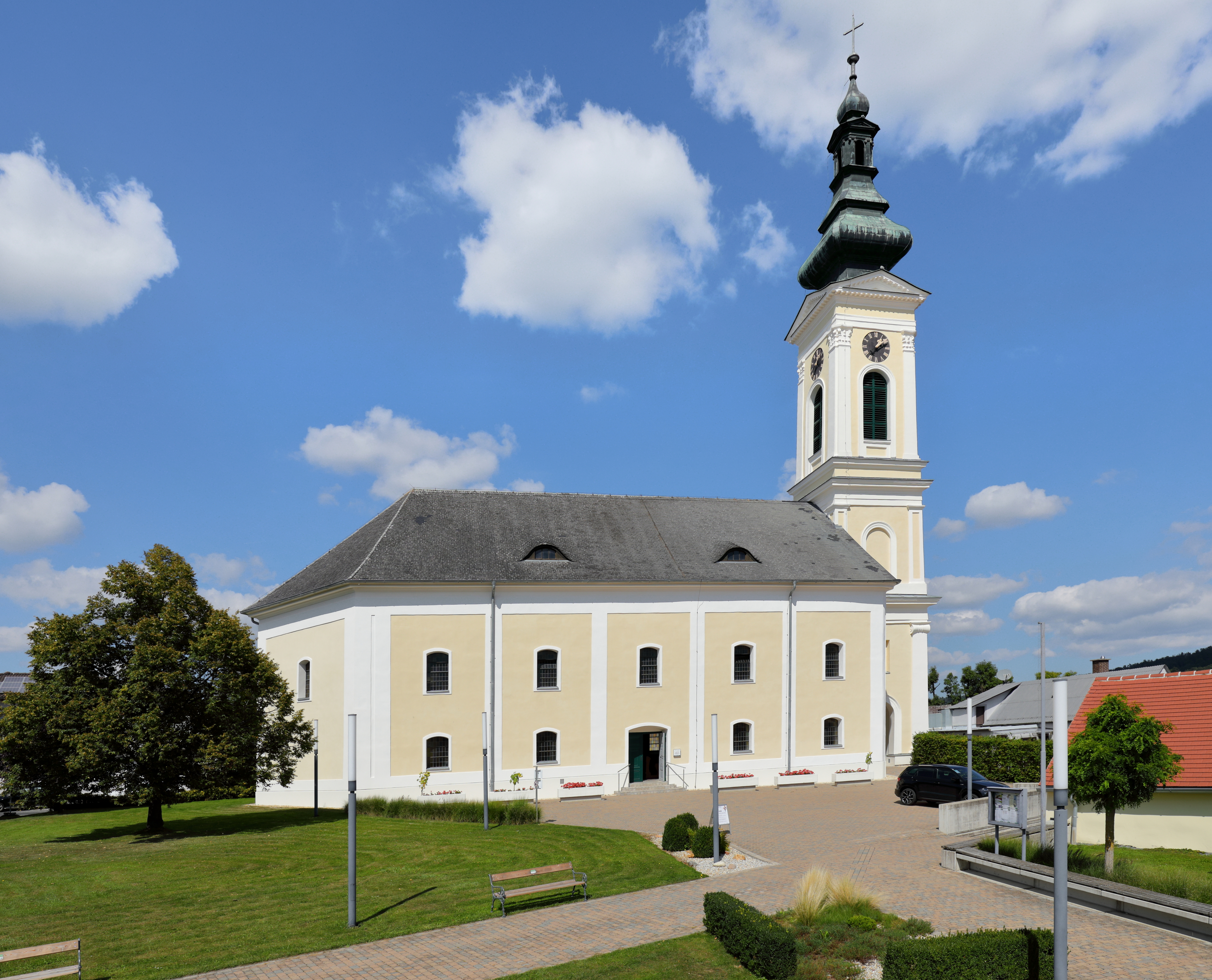
Evangelische Pfarrkirche in Stadtschlaining

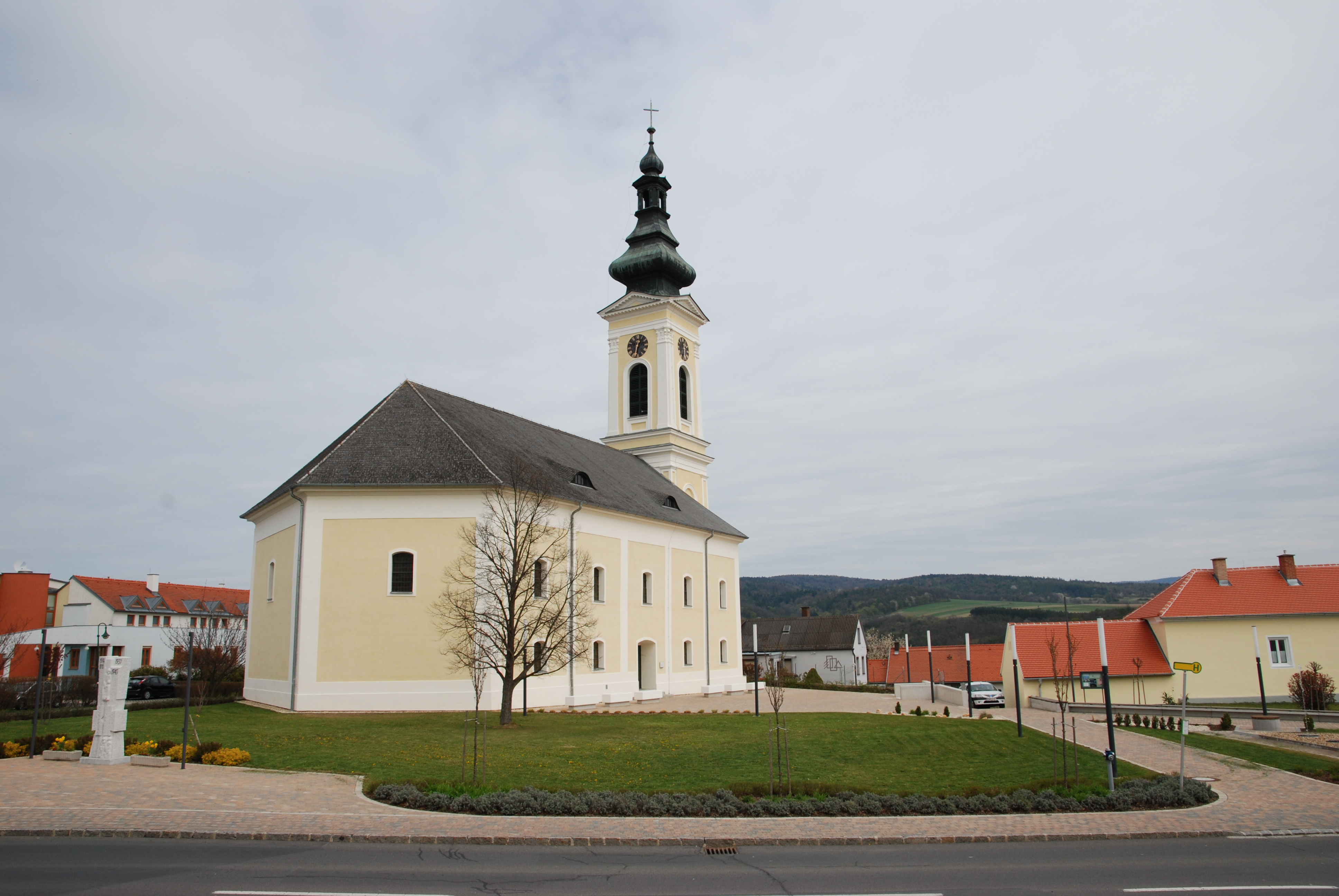
Südwestansicht der Kirche

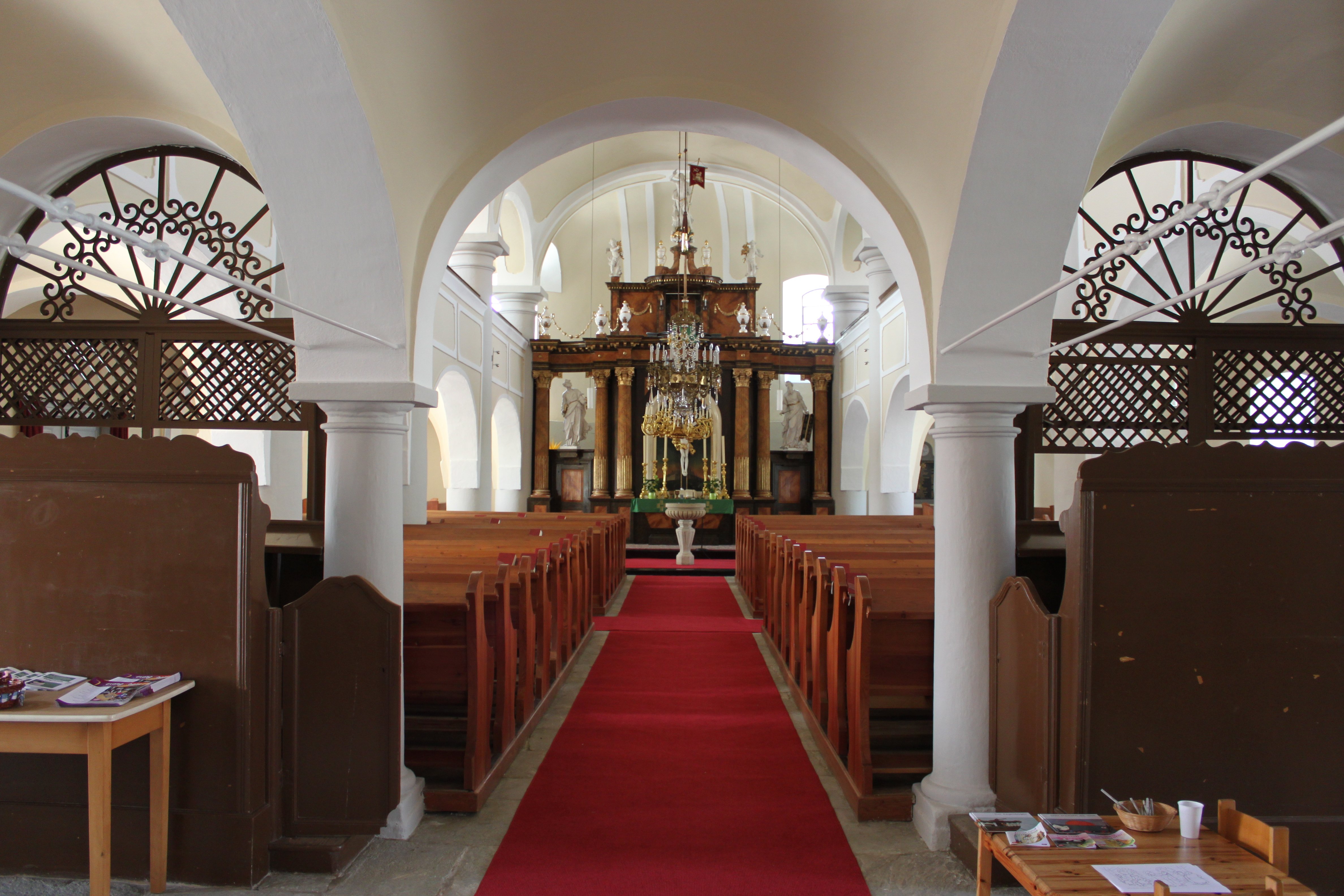
Im Langhaus zum Altar

Die evangelisch-lutherische Pfarrkirche Stadtschlaining A. B. steht im oberen Stadtbereich der Stadtgemeinde Stadtschlaining im Bezirk Oberwart im Burgenland. Die Pfarrkirche gehört zur Superintendentur A. B. Burgenland und steht unter Denkmalschutz.

## Geschichte
Die Kirche wurde unter Einbeziehung der ehemaligen Weißen Bastei von 1783 bis 1787 erbaut. Der Turm wurde 1846 angebaut. Die Kirche wurde 1958/1959 restauriert.

## Architektur
Der klassizistische Saalbau schließt mit einem eckigen Altarraum ab. Der vorgebaute dreigeschoßige Ostturm trägt einen hohen Zwiebelhelm.
Das dreischiffige Langhaus mit einem hohen weitgespannten Querplatzlgewölbe auf mächtigen toskanischen Säulen im Mittelschiff. Die Seitenschiffe mit längsgerichteten Platzlgewölben sind durch Emporen in zwei Geschoße geteilt, die Emporenbrüstungen sind zwischen den Säulen gespannt. Im östlichen Mittelschiffjoch steht die Orgelempore auf zarteren Säulen.

## Ausstattung
Der spätklassizistische Kanzelaltar steht in einer durchbrochenen Altarwand zwischen Mittelschiff und Apsis, welche als Sakristei dient. Den Altar bauten 1820 der Tischlermeister und Altarbauer Georg Bitterle mit dem Bildhauer Franz Müllner und dem Vergolder Karl Koch. Er hat ein breites verkröpftes Gesims auf sechs toskanischen Pilastern, trägt mittig einen weißgefassten Kruzifix aus Holz, und seitlich in den Öffnungen bemerkenswerte barock empfundene weißgefasste Figuren Petrus und Moses. Im Aufsatz des Altares ist eine Kanzel, seitlich Vasen, oben Putti und die Figur Auferstandener. Der vorherige Altar wurde in die Evangelische Pfarrkirche Siget in der Wart übertragen.
Die große Orgel baute 1788 Franz Schwarz aus Graz, die Orgel wurde 1887 umgebaut.